# 2021年航空
此條目列出2021年發生有關航空運輸的事件。

## 事件

### 1月
- 1月9日：發生三佛齊航空182號班機空難，導致機上62人全部罹難。
- 1月14日：英國挪威航空、挪威長途航空結業停航。
- 1月24日：發生巴西帕爾馬斯FR球隊班機空難，導致機上6人全部罹難。
- 1月28日：巴林國際機場新客運大樓啟用。
- 1月28日：勝安航空併入新加坡航空。

### 2月
- 2月11日：納米比亞航空破產並關閉停航。
- 2月20日：發生長尾航空5504號班機事故，沒有人受傷。
- 2月20日：科羅拉多州丹佛丹佛國際機場發生聯合航空328號班機事故，沒人受傷。

### 3月
- 3月1日：發生2021年北大荒通用航空公司B-10GD飛機空難，導致機上5人全部罹難。
- 3月2日：發生2021年南蘇丹高級航空Let L-410空難，導致機上10人全部罹難。
- 3月16日：冰島國內航空併入冰島航空。

### 4月
- 4月1日：弗萊比航空重新啟航。
- 4月28日：芒果航空停航，最後宣佈結業。
- 4月30日：安徽省蕪湖市蕪湖宣州機場啟用。

### 5月
- 5月23日：發生瑞安航空4978號班機事件，在遭到炸彈恐嚇後，飛機迫降明斯克國際機場，沒有人受傷。

### 6月
- 6月11日：安特衛普航空停航。
- 6月17日：仁川國際機場第四條跑道啟用。
- 6月26日：發生2021年阿爾伯克基熱氣球墜毀事故，導致機上5人罹難。
- 6月27日：四川省成都市成都天府國際機場啟用。

### 7月
- 7月2日：發生夏威夷島際航空810號班機事故，兩名機組人員受重傷生還。
- 7月4日：成吉思汗國際機場啟用，原有的布顏特·烏卡哈國際機場隨即關閉。
- 7月4日：發生2021年菲律賓空軍洛克希德C-130H力士運輸機墜機事故，導致50人死亡46人受傷。
- 7月6日：發生堪察加彼得羅巴甫洛夫斯克航空251號班機空難，機上28人全部罹難。

### 8月
- 8月12日：山東省青島市青島膠東國際機場啟用，原來的青島流亭國際機場隨即關閉。

### 9月
- 9月4日：菲律賓航空宣佈破產停航。
- 9月16日：湖南省郴州市郴州北湖機場啟用。
- 9月23日：南非航空經過破產停航後重新啟航。

### 10月
- 10月8日：比科爾國際機場（英语：Bicol International Airport）啟用。
- 10月15日：意大利航空及子公司意大利城市快線航空停航。
- 10月15日：科馬亞瓜國際機場（英语：Comayagua International Airport）啟用。
- 10月19日：發生2021年休斯頓麥道-87空難，導致兩人受傷。

### 11月
- 11月2日：發生2021年最佳航空公司安-26空難，導致機上5人全部罹難。
- 11月3日：發生格羅德諾航空1252號班機空難，導致機上9人全部罹難。
- 11月8日：美國解除了長達20個月的禁止旅客的命令。

### 12月
- 12月2日：江蘇省連雲港市連雲港花果山機場啟用，原有的連雲港白塔埠機場改為空軍基地。